# Notoplana sanjuania
Notoplana sanjuania är en plattmaskart. Notoplana sanjuania ingår i släktet Notoplana och familjen Leptoplanidae. Inga underarter finns listade i Catalogue of Life.